# Список індійських каст
Список індійських каст

## Касти за алфавітом
- Авана — мусульманська землеробська каста в Пенджабі, ймовірно арабського походження
- Агарвал — торговці з Північної Індії. Велика кількість членів касти сповідують джайнізм[1]
- Агхоріпантхі — розряд жебраків, які стверджують, що харчуються падлом[2]
- Араїні — садівники
- Арора — торговці
- Ахар — скотарі і пастухи в Рохількандеї
- Ахира — пастухи — скотарі, а також хлібороби
- Бавурі — кошикарі (Південна Індія)
- Багді — рибалки і човнярі
- Байрагі — ченці-жебраки
- Банспхор — вироби з бамбука (Банс — бамбук)
- Бант — селяни
- Бархани — теслі
- Белларія — кошикарі (Південна Індія)
- Бхангі — сміттярі
- Бхатра — каста брахманів, що живуть милостинею
- Бхой — рибалки і човнярі
- Бхіспі — водоноси
- Бхуінхари (баххани) — землевласники (Біхар)
- Ваддера — муляри й землекопи (Південна Індія)
- Вані — торговці.
- Веллал — селяни (Південна Індія)
- Вешья — танцівниці і гетери
- Гадара — вівчарі
- Гадди — скотарі
- Гамалла — винороби
- Гоала — пастухи і скотарі
- Госаін — ченці-жебраки
- Гудала — кошикарі
- Гуджар — землевласники
- Дарат — мусульманська каста (Керала)
- Дарзі — кравці
- Джалілі — рибалки і човнярі
- Джанго — священики
- Джат — землевласники (Пенджаб)
- Джога — ченці-жебраки
- Джуга — ткачі
- Джулаха — ткачі
- Джхінвар — водоноси
- Дікшітар — каста брахманів в Чидамбарамі
- Дом — кочівники
- Дхангар — вівчарі
- Дхедх — кожум'яки
- Дхімар — водоноси
- Дхобі — пральники білизни
- Дхор — кожум'яки
- Ідіге — винороби (Південна Індія)
- Ізхаван — винороби (Південна Індія)
- Кайбартха — рибалки і човнярі
- Камар — ковалі
- Капу — землероби (Андхра)
- Кахар — водоноси
- Каястха (каяштха) — писарі (див. Шрівастава)
- Колі — землевласники (Гуджарат)
- Коматі — торгова каста (Андхра)
- Корі — ткачі
- Кошти — ткачі
- Кумбхар — гончари
- Кумор — гончари
- Кумхар — гончари
- Кунбі — землевласники
- Курми — землевласники
- Кхат — теслі
- Кхатрі — торговці
- Кходжа — торговці
- Лодхі — землевласники (Уттар-Прадеш)
- Лохар — ковалі
- Маратхі — землевласники (Махараштра)
- Марварі — купці, бізнесмени.
- Мирас — музиканти, оповідачі, знавці родоводів
- Муккуван — рибалки (Малаялам)
- Намбудірі — каста брахманів в Керале
- Од — каста, що займається розчищенням каналів або спорудою будинків
- Оджха — лікарі, знахарі і маги; підкаста брахманів (Північна Індія)
- Охрі — каста кхатрі
- Патідари — землевласники (Гуджарат)
- Раджбансі — землевласники (Бенгалія)
- Раджпути — землевласники (Уттар-Прадеш)
- Хаджджам — цирульники (мусульмани)
- Хіджра — каста недоторканих[3]
- Чандан — цирульники
- Чаран — барди, письменники, оповідачі (Гуджарат)
- Чекаван — винороби (Керала)
- Четто, четтіяр (Chettiar) — купці, лихварі, банкіри (Керала, Бірма, Шрі-Ланка)
- Чунгаттан — каста рибалок на Малабарском узбережжі
- Шана, Шанар — каста, що займається видобутком пальмового соку
- Шаундіка — винокури і виноторговці

## Касти за спеціальністю

### Північна Індія
- Брахмани[4]
- Водонос. (Касти: бхісті, дхімар, джхінвар, Кахар та ін.)
- Гончар. (Касти: кумхар, кумбхар, Кумор та ін.)
- Жебракуючий монах. (Касти: байрагі, факір, госаін, КОСВА, джог та ін.)
- Землероб і воїн. (Касти: бхуінхар, Гуджар, джат, коли, кунбі, курми, Лодхі, маратхі, патідар, раджбансі, раджпут та ін.)
- Шкіряник. (Касти: дхор, Чамара, чамбхар, Махар та ін.)
- Козопас і вівчар. (Касти: дхангар, Гадад та ін.)
- Ковалі. (Касти: Лохар, камар та ін.)
- Кравець. (Касти: Дарзі, Шимп та ін.)
- Маслороби. (Касти: тели, тілі та ін.)
- Пастух-скотар. (Касти: ахира, гоала та ін.)
- Перукар. (Касти: хаджджам, най, нхаві, напит та ін.)
- Писець. (Касти: каяштха, Прабху та ін.)
- Пральник білизни (праля) . (Касти: дхобі, ширяє та ін.)
- Рибак і човняр . (Касти: бхой, багді, Джаліл, кайбартха, коли, маллахі та ін.)
- Садівник. (Касти: Араїні, качхі, малі та ін .)
- Сміттяр. (Касти: Бхангі, Чандан, чурха та ін.)
- Тесляр . (Касти: бархани, КХАТ, Сутар та ін.)
- Ткач. (Касти: кору, кошти, Джуга, джулаха, сали, Танта та ін.)
- Торговець . (Касти: Арора, банья, бохра, кхатрі, кходжа, Лохан, Махаджан, марварі, вані, Ванья та ін.)
- Ювелір . (Касти: сонар, сварнакер та ін.)

### Південна Індія
- Брахмани. Намбудірі
- Винороби. (Касти: гамалла, Ідіге, ізхаван, Шана, тьян, ята та ін.)
- Злодій і грабіжник. (Касти: Каллар, корава, маравар та ін.)
- Каменяр і землекоп. (Касти: Одде, ваддар та ін.)
- Кошикар. (Касти: бавурі, Белларія, ерула, Гудала, меду, параян та ін.)
- Священик. (Касти: Джанго, куруккал, Пандаром, пуджарі та ін.)
- Селянин. (Касти: бант, курга, Камма, надувар, найяр, оккаліга, реді, веллал, веламі та ін.)